# Les Timour
Pour les articles homonymes, voir Timur (homonymie).
Les Timour sont une série de bande dessinée franco-belge créée en 1953 par Sirius dans le no 813 du journal Spirou. Elle met en scène la famille Timour où chaque membre d'une génération est mis en scène dans une histoire.

## Synopsis
La série conte l'histoire d'une famille, les Timour, à travers les âges et les pays. Chaque histoire raconte la vie d'un membre de la famille Timour dans une époque historique.

## Historique
Au début des années 1940, Sirius est l'auteur de la série de science-fiction L'Épervier bleu, mais celle-ci, victime de la censure, doit s'interrompre après onze années d'existence. L'auteur change alors de thème et crée une série historique. Pour sa série, Sirius s'inspire d'une grande fresque de l'histoire des hommes, écrite par Xavier Snoeck et publiée aux éditions Dupuis, qui s'intitule Les Grands Combats de Cor. Les Timour est publiée pour la première fois en 1953 dans le no 813 du journal Spirou et, à partir de 1955, sous forme d'albums par les éditions Dupuis. On la retrouve régulièrement dans le journal jusqu'en 1970, date à laquelle Sirius délaisse la série pour une autre intitulée Simon le danseur. La série revient à partir de 1978 où elle est publiée pendant une courte période. Dans les années 1980, la réédition de l'ensemble des albums relance la série, qui connaît une nouvelle renaissance et dure jusqu'en 1992.

## Personnages
Chaque histoire met en scène des personnages différents, mais l'un d'entre eux est toujours un membre de la famille Timour d'une génération différente. C'est ainsi qu'on peut découvrir un Timour préhistorique, un Timour égyptien, un Timour romain, un Timour grec, etc.. L'avancée de la série est pseudo-chronologique, le premier tome se déroule durant la Préhistoire et le dernier (La Fin des temps) durant l'époque contemporaine, mais les aller-retours dans le temps sont fréquents durant la série.

## Publication

### Albums

#### La collection originale
Le premier album de la série sort en 1955 aux éditions Dupuis.
- 1955 La tribu de l'homme rouge (1)
- 1956 La colonne ardente (2) (publié dans Spirou sous le titre Le Grand feu de Timour,
- 1956 Le talisman de Timour (3)(publié dans Spirou sous le titre Le talisman.
- 1958 Le glaive de bronze (4),
- 1957 Le captif de Carthage (5)
- 1959 Le fils du centurion (6),
- 1959 Le gladiateur masqué (7))
- 1960 Timour contre Attila (8) (publié dans Spirou sous le titre Le fléau de Dieu),
- 1960 Le cachot sous la Seine (9).
- 1961 Le cavalier sans visage (10),
- 1961 La francisque et le cimeterre (11)
- 1962 Timour d'Armor (12),
- 1962 Mission à Byzance (13)
- 1963 Le drakkar rouge (14)
- 1964 Alerte sur le fleuve (15),
- 1964 Le serment d'Hastings (16)
- 1965 L'ombre du Cid (17),
- 1965 La galère pirate (18)
- 1966 Le fils du croisé (19),
- 1966 L'oiseau flamboyant (20)
- 1967 Le sceau du templier (21),
- 1967 La gondole noire (22)

Après une longue interruption, la série reprend sa publication avec
- 1986 L'Or du gouffre (23)
- 1987 Terre sauvage (24)
- 1987 La nuit rouge (25)
- 1988 Terre des fleuves (26)
- 1989 Au fil du temps (27)
- 1990 Requiem pour un pirate (28)
- 1991 Aux temps d'avant (29)
- 1992 Les traîneurs de sabre (30)
- 1993 Le Fouet d'Arafura (31)
- 1994 La fin des temps (32)

En 2006, les éditions Le Coffre à BD & Taupinambour publient : 
- le trente-troisième album, intitulé Les Oubliettes du grand sommeil
- le trente-quatrième album , intitulé Timour et les mercenaires, qui sont des recueils d'histoires courtes jamais publiées en album[3].

#### Réédition
Dans les années 1980, les éditions Dupuis republient l'ensemble des albums de la série. En 1976, les éditions Albin Michel publient en noir et blanc les deux premiers tomes parus aux éditions Dupuis. Deux ans plus tard, les éditions Distri-BD publient le premier tome. À la fin des années 2000, les éditions Le Coffre à BD entreprennent la parution des albums de la série en commençant par la fin.

#### Pirate
En 1980, sort en noir et blanc une édition pirate de l'album L'Or du gouffre.

### Revues

#### DansSpirou
La série est publiée pour la première fois, en 1953, dans le journal Spirou no 813 jusqu'au no 828 avec l'histoire à suivre intitulée La horde de Timour. L'année suivante est publiée l'histoire à suivre intitulée Le grand feu de Timour du no 845 au no 860. En 1955 est publiée deux histoires à suivre, la première intitulée Le Talisman du no 882 au no 901 et la seconde intitulée Le Glaive de bronze du no 916 au no 935. Deux histoires à suivre sont encore publiées l'année suivante, la première Le Captif de Carthage est publiée du no 947 au no 966 et la deuxième Le Fils du centurion du no 971 au no 995. En 1957, est publiée dans le no 1000 une histoire complète d'une planche intitulée Le Gronve de Blaise et du no 1001 au no 1023 une histoire à suivre intitulée Le Gladiateur masqué. L'année suivante sont publiées les histoires à suivre, Le Fléau de Dieu du no 1033 au no 1053 et Le Cachot sous la Seine du no 1064 au no 1085. Le rythme de parution de deux histoires à suivre par an est maintenu les années suivantes. En 1959 est publiée Le Cavalier sans visage du no 1093 au no 1119 et La Francisque et le Cimeterre du no 1124 au no 1145. L'année suivante Timour d’Armor du no 1151 au no 1171 et Mission à Byzance du no 1175 au no 1196. Puis deux autres encore l'année d'après avec Le Drakkar rouge du no 1208 au no 1229 et Alerte sur le fleuve du no 1237 au no 1258. En 1962, la série fait pour la première fois la couverture du journal avec les numéros 1245, 1251, 1275 et 1282, cette même année est publiée l'histoire à suivre intitulée Le Serment d’Hastings. Puis elle retrouve son rythme de parution dès l'année suivante avec la publication de l'histoire à suivre intitulée L’Ombre du Cid du no 1303 au no 1324 et La Galère pirate	du no 1334 au no 1355. Elle fait aussi la couverture des numéros 1307 et 1334. Une seule histoire à suivre de publiée en 1964 du no 1371 au no 1392, elle est intitulée Le Fils du croisé et fait aussi la couverture des numéros 1347, 1371 et 1386. L'année suivante, ce sont les histoires à suivre intitulées L’Oiseau flamboyant et Le Sceau du templier qui sont respectivement publiées du no 1396 au no 1417 et du no 1429 au no 1450, de plus elle fait la couverture des numéros 1396,1406 et 1429. La Gondole noire est la seule histoire à suivre publiée l'année suivante du no 1459 au no 1480. La série revient deux ans plus tard avec l'histoire à suivre intitulée L’Or du gouffre publiée du no 1585 au no 1606. En 1969 est publiée l'histoire à suivre intitulée Autant en emporte le temps du no 1612 au no 1617. L'année suivante est publiée l'histoire à suivre intitulée Les Oubliettes du grand sommeil du no 1669, dont elle fait aussi la couverture, au no 1681.
Après une longue interruption la série revient en 1978 avec l'histoire à suivre intitulée Timour et les mercenaires publiée du no 2111 au no 2120. Ce retour fut de courte durée et la série ne reparut dans Spirou qu'en 1984 avec l'histoire à suivre intitulée Terre sauvage publiée du no 2436 au no 2439 et fait la couverture du no 2438. Elle revient l'année suivante dans le no 2454 avec l'histoire complète de trois planches intitulée Le miracle, dans le no 2463 avec l'histoire complète de cinq planches intitulée L’Homme aux yeux de loup et dans le no 2476 avec l'histoire complète de six planches intitulée Le Chant de la rivière. La même année est publiée du no 2485, dont elle fait aussi la couverture, au no 2488, l'histoire à suivre intitulée La Nuit rouge. En 1986 est publiée plusieurs histoires complètes, Préhistoire histoire de cinq planches dans le no 2496, Orianix histoire de sept planches dans le no 2499, L'Oubliette histoire de cinq planches dans le no 2505, Les tartares sont tétus histoire de neuf planches dans le no 2512, Le Vent du désert  histoire de quatre planches dans le no 2532, Mort d’une ville histoire de huit planches dans le no 2538, ainsi que l'histoire à suivre Les Virginiens du no 2526, dont elle fait aussi la couverture, au no 2529. En 1987, est publiée dans le no 2545 l'histoire complète de cinq planches intitulée Le Gardien, dans le no 2548 l'histoire complète de quatre planches intitulée La Cordillère des Andes, dans le no 2567 l'histoire complète de six planches intitulée La recette, dans le no 2569 l'histoire complète de trois planches intitulée Douze mille, dans le no 2573 l'histoire complète de huit planches intitulée Le temps des malheurs, dans le no 2576 l'histoire complète de huit planches intitulée Mektoub et dans le no 2582 l'histoire complète de cinq planches intitulée La Langouste. En 1988, est publiée du no 2598 au no 2608 l'histoire à suivre intitulée Requiem pour un pirate. Après une interruption la série revient en 1992, avec la parution de l'histoire complète de quatre planches intitulée La Forteresse dans le no 2827, l'histoire complète de cinq planches intitulée Le Retour dans le no 2831 et l'histoire complète de quatre planches intitulée Colonel–Baron dans le no 2835. L'ultime parution a lieu en 1997 dans le no 3088 avec l'histoire complète de quatre planches intitulée Timour et le dieu d’or.

#### DansRisque-Tout
En 1956, la série a été publiée dans l'éphémère journal Risque-Tout, numéros 8 et 28.

## Histoires courtes des Timour
| N° | Titre                         | Année | Première publication |
| -- | ----------------------------- | ----- | -------------------- |
| 5  | Le Dieu d'or                  | 1956  | Risque-Tout no 8     |
| 6  | Le Piège de la calanque rouge | 1956  | Risque-Tout no 28    |
| 9  | Le Gronve de Blaise           | 1957  | Spirou no 1000       |
| 31 | Le Miracle                    | 1985  | Spirou no 2454       |
| 32 | L'Homme aux yeux de loup      | 1985  | Spirou no 2463       |
| 33 | Le Chant de la rivière        | 1985  | Spirou no 2476       |
| 35 | Préhistoire                   | 1986  | Spirou no 2496       |
| 36 | Orianix                       | 1986  | Spirou no 2499       |
| 37 | L'Oubliette                   | 1986  | Spirou no 2505       |
| 38 | Les Tartares sont têtus       | 1986  | Spirou no 2512       |
| 40 | Le Vent du désert             | 1986  | Spirou no 2532       |
| 41 | Mort d'une ville              | 1986  | Spirou no 2538       |
| 42 | Le Gardien                    | 1987  | Spirou no 2545       |
| 43 | La Cordillère des Andes       | 1987  | Spirou no 2548       |
| 44 | La Recette                    | 1987  | Spirou no 2567       |
| 45 | Douze mille                   | 1987  | Spirou no 2569       |
| 46 | Le Temps des malheurs         | 1987  | Spirou no 2573       |
| 47 | Mektoub                       | 1987  | Spirou no 2576       |
| 48 | La Langouste                  | 1987  | Spirou no 2582       |
| 51 | La Forteresse                 | 1992  | Spirou no 2827       |
| 52 | Le Retour                     | 1992  | Spirou no 2831       |
| 53 | Colonel-Baron                 | 1992  | Spirou no 2835       |
| 54 | En attendant Gutenberg        | 1994  | La Fin des temps     |
| 55 | Cap à l'ouest                 | 1994  | La Fin des temps     |
| 56 | L'Ange Gardien                | 1994  | La Fin des temps     |
| 57 | Douze perles                  | 1994  | La Fin des temps     |
| 58 | Au large d'Aden               | 1994  | La Fin des temps     |
| 59 | La Traque                     | 1994  | La Fin des temps     |